# NGC 7540-1
NGC 7540-1 is een elliptisch sterrenstelsel in het sterrenbeeld Pegasus. Het hemelobject werd op 3 november 1864 ontdekt door de Duitse astronoom Albert Marth.

## Synoniemen
- ZWG 454.10
- PGC 70788